# Edad mínima legal para el consumo de alcohol

Edad mínima legal para la compra de bebidas alcohólicas por país:

En gran parte del mundo coincide con la mayoría de edad (18 años); sin embargo, hay países y/o regiones donde la adquisión y/o consumo de alcohol está más restringido -edad mínima más elevada- o más permisivo inclusive (antes de la mayoría de edad legal).
En algunos países, existe una diferencia clara en la ley entre edad de consumo y edad de venta y adquisición de bebidas alcohólicas. En Estados Unidos se mantiene la edad de venta de alcohol a los 21 años (penalizando a nivel de estado cualquier práctica que no contemple esta disposición); sin embargo, a nivel federal no se fija un límite para el consumo de alcohol, permitiendo, por ejemplo, el consumo por menores en eventos privados (reuniones, fiestas, etc.). Algunos estados penalizan la presencia de menores de 21 años en bares, considerando estos establecimientos como dedicados a la venta de alcohol y, por tanto, a sus clientes como consumidores potenciales de la venta de alcohol.

## Detalles
La edad mínima que el alcohol puede consumirse legalmente puede ser diferente de la edad en que se puede comprar en algunos países. Estas leyes varían entre los diferentes países y muchas leyes tienen exenciones o circunstancias especiales. 
La mayoría de las leyes se aplican solo al consumo de alcohol en lugares públicos con el consumo de alcohol en el hogar en su mayoría no regulado (una excepción es el Reino Unido, que tiene una edad legal mínima de cinco años para el consumo supervisado en lugares privados). Algunos países también tienen diferentes límites de edad para diferentes tipos de bebidas alcohólicas .
La razón más conocida de la ley detrás de la edad legal para beber -a diferencia de otros tipos de bebidas, como las gaseosas que no tienen edad legal o restricción- es el efecto sobre el cerebro en los adolescentes. Dado que el cerebro aún está madurando, el alcohol puede tener un efecto negativo en la memoria y el pensamiento a largo plazo. 
Además de eso, puede causar insuficiencia hepática y crear un desequilibrio hormonal en los adolescentes debido a los cambios constantes y la maduración de las hormonas durante la pubertad. Los jóvenes también tienen un mayor riesgo de lesiones cuando beben alcohol.